# 漕河涇開発区駅
座標: 北緯31度10分22秒 東経121度23分34秒 / 北緯31.17278度 東経121.39278度
漕河涇開発区駅（そうがけいかいはつくえき）は中華人民共和国上海市徐匯区に位置する上海地下鉄9号線の駅である。

## 駅構造
- 島式ホーム1面2線を有する地下駅。
- 御手洗と飲料の自動販売機が設置されている。

## 歴史
- 2007年12月29日 - 開業。

## 隣の駅
上海軌道交通
■9号線
合川路駅 - 漕河涇開発区駅 - 桂林路駅